# Championnat de Guinée-Bissau de football 2004-2005
Navigation
Édition précédente Édition suivante
La saison 2004-2005 du Championnat de Guinée-Bissau de football est la vingt-septième édition de la Primeira Divisião, le championnat de première division en Guinée-Bissau. Les douze meilleures équipes du pays se retrouvent au sein d'une poule unique où elles s'affrontent à deux reprises. En fin de saison, les trois derniers du classement sont relégués et remplacés par les trois meilleurs clubs de Segunda Divisão.
C'est le Sporting Clube de Bissau, tenant du titre, qui remporte à nouveau la compétition cette saison après avoir terminé en tête du classement final, avec sept points d'avance sur l’Atlético Clube de Bissorã et huit sur le Mavegro Futebol Clube. C'est le douzième titre de champion de Guinée-Bissau de l'histoire du club qui réalise même le doublé en battant l’Atlético Clube de Bissorã en finale de la Coupe de Guinée-Bissau.

## Les clubs participants
- Sporting Clube de Bissau
- Bula Futebol Clube
- Sport Portos de Bissau - Promu de Segunda Divisião
- Sport Bissau e Benfica
- Atlético Clube de Bissorã
- Desportivo de Nhacra - Promu de Segunda Divisião
- Sporting Clube de Bafatá
- Futebol Clube de Cantchungo
- Mavegro Futebol Clube
- Desportivo de Gabú - Promu de Segunda Divisião
- Estrela Negra de Bolama
- CF Os Balantas

## Compétition

### Classement
Le classement est établi sur le barème de points suivant : victoire à 3 points, match nul à 1, défaite à 0.
| Rang | Équipe                       | Pts | J  | G  | N  | P  | Bp | Bc | Diff |
| ---- | ---------------------------- | --- | -- | -- | -- | -- | -- | -- | ---- |
| 1    | Sporting Clube de Bissau'T'C | 45  | 22 | 13 | 6  | 3  | 40 | 18 | +22  |
| 2    | Atlético Clube de Bissorã    | 38  | 21 | 10 | 8  | 3  | 27 | 16 | +11  |
| 3    | Mavegro Futebol Clube        | 37  | 22 | 10 | 7  | 5  | 34 | 16 | +18  |
| 4    | CF Os Balantas               | 36  | 21 | 10 | 6  | 5  | 27 | 16 | +11  |
| 5    | Sport Bissau e Benfica       | 33  | 22 | 8  | 9  | 5  | 26 | 13 | +13  |
| 6    | Sport Portos de BissauP      | 33  | 21 | 9  | 6  | 6  | 24 | 17 | +7   |
| 7    | Desportivo de GabúP          | 25  | 22 | 5  | 10 | 7  | 23 | 27 | -4   |
| 8    | Estrela Negra de Bolama      | 24  | 21 | 7  | 3  | 11 | 35 | 37 | -2   |
| 9    | Futebol Clube de Cantchungo  | 24  | 22 | 6  | 6  | 10 | 16 | 33 | -17  |
| 10   | Bula Futebol Clube           | 21  | 22 | 6  | 3  | 13 | 22 | 48 | -26  |
| 11   | Sporting Clube de Bafatá     | 20  | 21 | 6  | 2  | 13 | 20 | 35 | -15  |
| 12   | Desportivo de NhacraP        | 15  | 21 | 3  | 6  | 12 | 13 | 31 | -18  |

|  | Champion de Guinée-Bissau 2004-2005                                                          |
|  | Relégation directe en Segunda Divisião                                                       |
|  | T : Tenant du titre C : Vainqueur de la Coupe de Guinée-Bissau P : Promu de Segunda Divisião |

## Bilan de la saison
| Championnat de Guinée-Bissau de football 2004-2005 |                                         |
| Champion                                           | Sporting Clube de Bissau (12e titre)    |
| Coupes et trophées                                 |                                         |
| Vainqueur de la Coupe de Guinée-Bissau 2004-2005   | Sporting Clube de Bissau                |
| Qualifications continentales                       |                                         |
| Ligue des champions de la CAF 2006                 | Aucun                                   |
| Coupe de la confédération 2006                     | Aucun                                   |
| Promotions et relégations                          |                                         |
| Promus en Primeira Divisião                        | Flamengo Futebol Clube                  |
| Promus en Primeira Divisião                        | Desportivo Recreativo Cultural de Farim |
| Promus en Primeira Divisião                        | ADR Mansaba                             |
| Relégués en Segunda Divisião                       | Bula Futebol Clube                      |
| Relégués en Segunda Divisião                       | Sporting Clube de Bafatá                |
| Relégués en Segunda Divisião                       | Desportivo de Nhacra                    |